# Velates
Velates is een geslacht van uitgestorven mollusken, dat leefde van het Vroeg- tot Midden-Eoceen.

## Beschrijving
Deze neriet had een zware, ovale, kegelvormige schelp. De vroegste regelmatige windingen waren zichtbaar bij de top aan de rechterachterzijde. Een laag callus (calcietlaag die slakken soms op de buitenzijde van de schelp afzetten, ook eelt genoemd) verdekte de spiraalwindingen gedeeltelijk en overdekte de basis van de schelp als een verdikt kussen, dat uiteindelijk eindigde in een overstekende getande plaat, die de mondopening voor de helft vulde. Een afzonderlijk kalkdeksel zorgde ervoor, dat de nauwe, halvemaanvormige opening bij levende dieren werd afgesloten. De lengte van de schelp bedroeg ongeveer 3 cm.

## Leefwijze
Dit geslacht bewoonde ondiepe wateren op zandbodems. Door zijn gewicht bleef het in sterke stroming vrij stabiel.